# Markus Krug
Markus Krug (* 16. května 1990 Praha) je česko-rakouský režisér a scenárista. Proslavil se primárně tvorbou pořadů One Man Show s moderátorem Kamilem Bartoškem alias Kazmou a Praha vs. prachy s Jankem Rubešem. Z novějších projektů pak zaznamenal velmi pozitivní odezvu a velký dosah například jeho reklamní film pro společnost Red Bull a jejich tým Formule 1, Red Bull Racing. Jeho tvorba známá pro svůj velmi propracovaný a stále se proměňující příběh, dynamický střih a megalomanské nápady s hlubší myšlenkou nebo dokonce dobročinným podtextem ho v roce 2017 dostala na prestižní žebříček Forbes 30 Pod 30 největších českých talentů.
Od roku 2020 se živí primárně reklamními a televizními projekty u nás i v zahraničí. Ve stejný rok oznámil i odchod z Onemanshow Production a zároveň odstoupil z pozice scenáristy a režiséra pořadu One Man Show. V rozhovoru s Martinem Veselovským pro DVTV svůj odchod odůvodnil dlouhodobou neshodou na "základní lidské a morální úrovni" s producentem Kamilem Bartoškem a v rozhovoru se Stanislavem Hruškou pak doplnil, že poslední kapkou byl nesouhlas s hospodařením s penězi, které lidé poslali do nadačního fondu One Man Show Foundation. Jestli tím skončila i samotná show, zatím není známo. Od roku 2020 totiž žádný další díl nevyšel. Stejně tak ale nevyšlo žádné prohlášení o konci tohoto formátu.
Na podzim roku 2023 začal pracovat na novém pořadu Zrádci. Casting pro první řadu byl vyhlášen 30. prosince 2023. Pořad se točil v dubnu 2024 na hradě Křivoklát. Má celkem 12 dílů. Moderátorem se stal herec Vojtěch Kotek. První díl byl odvysílán 22. září 2024 v hlavním vysílacím čase na TV Prima.

## Ocenění
Kromě žebříčku 30 pod 30 za svou práci získal 1 grand prix, 3 zlaté a jednoho stříbrného louskáčka, tedy ocenění od Art Directors Club, nejuznávanější ceremonií českého reklamního světa. S projektem kde formule 1 projíždí Českou a Slovenskou republikou s názvem "From Castle to Castle" pak získal stříbro na celoevropském udílení zmíněného ADC (Art Directors Club).
V roce 2015 získal s Jankem Rubešem Křišťálovou Lupu za projekt Praha vs Prachy v kategorii Obsahová Inspirace. V roce 2017 pak za projekt "ONE MAN SHOW -Prostřeno" získal Křišťálovou Lupu v kategorii Marketingová Inspirace. Naposledy pak stejné ocenění dostal v roce 2021 za reklamní film "From Castle to Castle". Stejný projekt se stal pro společnost Red Bull tzv. Best Practice projektem. Je tak inspirací a vzorem pro všechny budoucí produkce pracující pro tuto společnost po celém světě.
V roce 2016 jeho práci při osobním setkání v Londýně vychvaloval a podpořil známý herec a producent Sacha Baron Cohen, představitel Borata. S ním, potažmo s jeho týmem, od roku 2021 spolupracuje na společném projektu. Jeho obsah ani cíl zatím Krug ani produkce nezveřejnila.

## Život
Markus Krug se narodil v Praze české matce Lucii a otci Ernstovi. Vyrůstal ale v Rakouském Wattens, odkud pochází jeho otec, v Německém Berlíně a krátce také v Bratislavě. Ve 14 letech se s rodinou odstěhoval do Spojených států, kde ve státu Michigan, na okraji Detroitu, absolvoval střední školu Lahser High School se zaměřením na film a televizi. V 19 letech se sám odstěhoval zpět do České republiky, kde absolvoval Filmovou školu v Písku, obor kamera. Od roku 2009 do roku 2013 pracoval nejdříve jako copywriter a později jako režisér a promoproducer pro tehdy vysílající českou odnož americké MTV.
V české internetové televizi Stream.cz nejdříve působil jako kameraman, kde první pořady, na kterých pracoval, byly Fenomén a přes pořad o spotřebitelských podvodech jménem A Dost s Janem Tunou. Dohromady pro internetovou televizi pracoval na více než 15 pořadech, např. Jídlo s.r.o. s Romanem Vaňkem či fiktivní pořad o vaření Luxus na Talíři s Robertem Miklušem.
Pracuje jako režisér hlavně v reklamní sféře, se zastoupením u nás a i v Londýně.